# کانتون (داکوتای جنوبی)
کانتون(به انگلیسی: Canton) شهری در ایالت داکوتای جنوبی کشور ایالات متحده آمریکا است که جمعیت آن در سرشماری سال ۲۰۱۰ میلادی، ۳٬۰۵۷ نفر بوده‌است.